# Бенджамін Вотьє

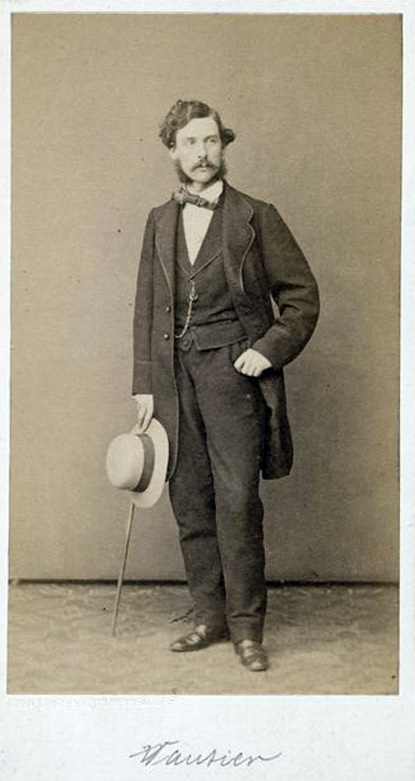
Бенджамін Вотьє, фото Арнольд Овербек, Gebr. G. & A. Overbeck в Дюссельдорфі

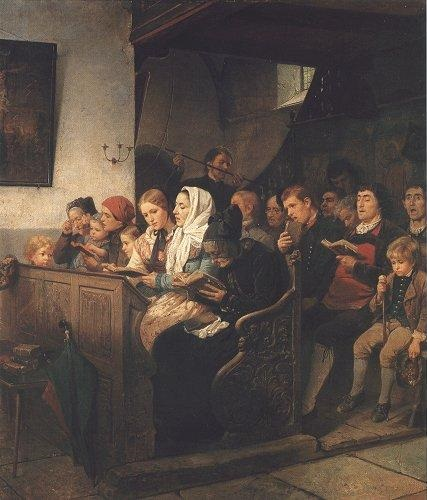
Сільська церква з віруючими, 1858 рік

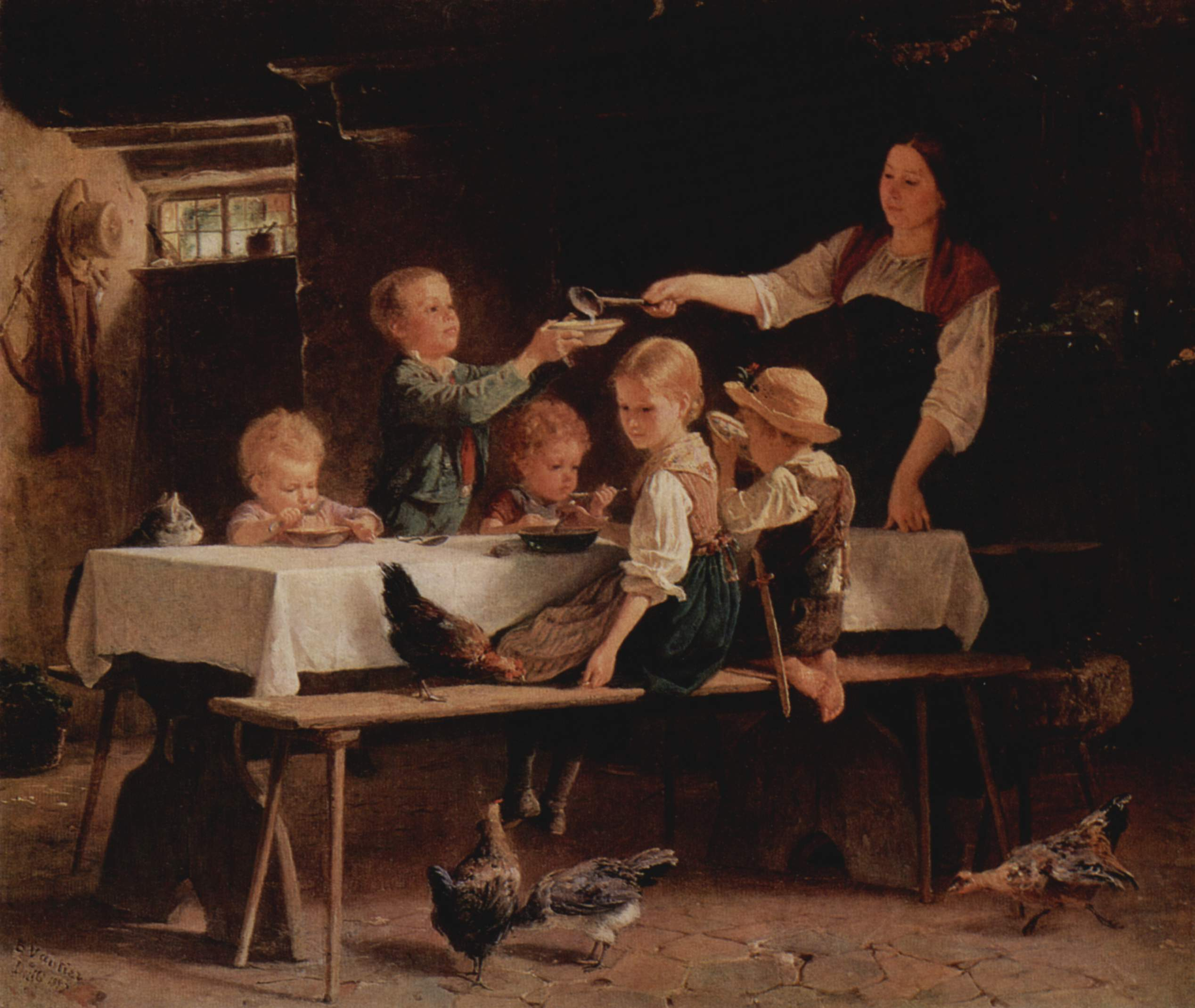
діти в обід

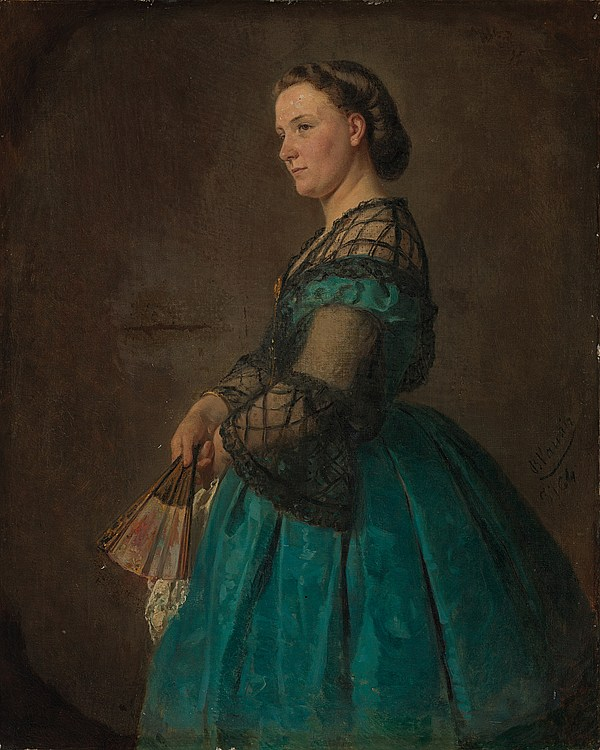
Берта Вотьє, 1864 рік

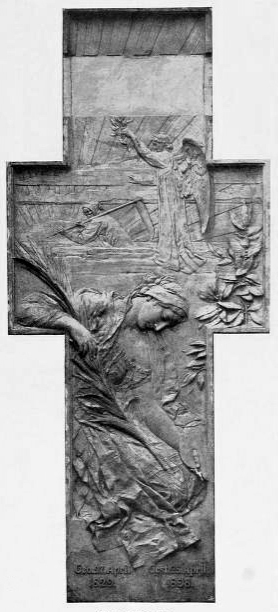
Надгробний рельєф Бенжамена Вотьє, робота скульптора Карла Янссена (1898)

Марк Луї Бенджамін Вотьє (27 квітня 1829 або 24 квітня 1829 , Морж, Во  — 25 квітня 1898 , Дюссельдорф, Королівство Пруссія ) — швейцарський художник, представник анекдотично-розповідного жанрового живопису Дюссельдорфської школи.

## Біографія
Бенджамін Вотьє, син Родольфа Бенжамена Луї Вотьє (1798–1871), кандидата на парафіяльну посаду в Во та вчителя середньої школи, та його дружини Жанни Марі Софі, нар. Шевальє  народився в Морже на Женевському озері. Юність провів у Новілі в долині Рони, де його батько був призначений пастором. Потім він відвідував середню школу в Лозанні і мав стати пастором. Його талант рано проявився в карикатурах його учня Вотьє. Його батько, хоч і неохоче, дозволив, щоб мистецтво стало його професією. Після короткого перебування в школі малювання художника Жуля Ебера, майстра, який був популярним у той час у Женеві, Вотьє почав навчання там як художник-емальєр у Жака Еме та Шарля Луї Франсуа Глардона. Він відвідував вечірні курси натурного малювання в Академії Musée Rath, а у вільний час малює акварелі та портрети. У 1848 році він отримав чотирирічну обов'язкову посаду емальєра; він малював там годинники та брошки. Приблизно через два роки він відмовився від цього трудового контракту за 1200 франків. Через свого друга-торговця картинами Вотьє вступив у контакт з представниками женевського світу мистецтва, такими як Жак Альфред ван Муйден, Франсуа Дідей, Олександр Каламе, Жан-Леонар Лугардон і Джозеф Хорнунг.
У 1850 році Вотьє вступив до Дюссельдорфської художньої академії, навчався під керівництвом Карла Фердинанда Зона, а анатомію та пропорції викладав Генріх Мюке. Проте Вотьє пробув в академії лише вісім місяців, «оскільки уроки під диктатурою Шадова не відповідали ні його таланту, ні його темпераменту». Залишивши за власним бажанням академію, він з 1851 року працював приватним учнем у майстерні Рудольфа Жордана  і водночас працював ілюстратором.
У 1853 році він ненадовго залишив Дюссельдорф і разом з Людвігом Кнаусом подорожував до Шварцвальду та Бернського Оберланду, серед інших місць. У наступні роки він неодноразово їздив у навчальні поїздки до Шварцвальду з Кнаусом, де в Ґутачі вони сформували авангард того, що згодом стане Гутахською колонією художників. Зважаючи на великі успіхи ровесника Кнауса, він вирішив зайнятися цим жанром. Він присвятив себе, зокрема, опису фермерського життя, яке він вивчав у наступні роки в сільській місцевості Бернського Оберланду. У 1856 році він поїхав вчитися в Париж до шведа Карла д'Ункера. Там вони зустріли Кнауса, з яким він ділив студію в Дюссельдорфі.
У 1857 році Беньямін остаточно оселився в Дюссельдорфі. 26. 1 травня 1858 року він одружився з Бертою Ойлер, дочкою дюссельдорфського нотаріуса та політика Йозефа Ойлера, «який разом зі своєю дружиною був важливим рушієм місцевого культурного життя». У Дюссельдорфі Вотьє швидко завоював репутацію одного з найважливіших жанрових художників Дюссельдорфської школи живопису. У 1858 році він досяг свого першого гучного успіху з картиною In der Kirche на Мюнхенській виставці. Йому було присвоєно звання королівського професора. Під час його кар’єри іноземні студенти приїздили до Дюссельдорфа навчатися у нього, зокрема чех Квідо Манес, швейцарець Йост Мухейм, угорець Міхалі фон Мункачі, росіянин Микола Дмитрович Дмитрієв-Оренбурзький, норвежці Вінсент Столтенберг Лерхе та Карл Сундт-Хансен, фінський швед Карл Емануель Янссон, а також художниці Марі Хелен Аареструп і Катерина Енгельгарт з Данії та Катерина Федорівна Юнге з Росії.
З 1850 року і до самої смерті він був активним членом асоціації художників Малкастен. Він підтримав розпочаті розіграші творів мистецтва, кошти від яких дозволили придбати постійний будинок клубу, придбати сад Якобі в 1861 році та побудувати будинок Малкастенів, який був урочисто відкритий у 1867 році. Вотьє брав активну участь у подіях, включаючи живі картини, в яких його твори відтворювалися під музичний супровід, карнавальних редутів або підготовчу роботу до вистави на Малкастенбюне.
Вотьє був членом ради директорів «Kunstverein für die Rheinlande und Westfalen», який просував Дюссельдорфську школу на місцевому та регіональному рівнях. Був членом Берлінської, Антверпенської, Амстердамської, Віденської та Мюнхенської академій. Його будинок знаходився на Голтштайнштрассе, 29 .
Протягом трьох десятиліть, шанований, шанований і дуже залицявся як художник, він жив у Дюссельдорфі, поки не помер від пневмонії у віці 69 років. У 1898 році скульптор Карл Янссен створив надмогильний рельєф «Скорботна картина і геній безсмертя, що відганяє смерть» у вигляді хреста, який Фрідріх Шаршмідт назвав у 1902 році «пам'ятником Вотье». Могила була розташована на Північному кладовищі Дюссельдорфа, була перепланована в 2004 році дюссельдорфською родиною для власних потреб і перенесена на кладовище Унтерратер .

## Сім'я
Бенджамін Вотьє та Берта Маргарета Луїза Вотье, нар. Ейлер (1837–1886?) мав одну дочку і трьох синів :
1. Карл Жозеф Бенджамін Вотьє (1860-після 1910), активний художник у Парижі
2. Клара Антонія Вотьє (1862-1944) ⚭ 1880 [17] Герман Ніколаус фон Ветєн (1851-1911), власник садиби, міський радник і таємний урядовий радник у Дюссельдорфі
  1. Отто фон Ветєн (1881-1942), активний художник у Парижі та Дюссельдорфі ⚭ 1914-1921 Марі Лоренсен (1883-1956), художниця
  2. Елізабет Луїза (Ліллі) фон Ветєн (1884–1966) ⚭ 1905 Поль Клемен (1866–1947), історик мистецтва
  3. Герда Агнес фон Ветєн (1886–1965), співачка ⚭ 1. шлюб з Карлом Фрідбергом (1872–1955), піаністом; ⚭ 2. Одруження 1909 Герман Галлер, швейцарський скульптор
  4. Ганс Герман фон Ветєн (1905–1922)
3. Отто Адольф Поль Вотьє (1863–1919), активний художник у Швейцарії ⚭ Луїза Марі Шнель
  1. Отто Вотьє (1893–1918), швейцарський художник [18]
  2. Бенджамін Вотьє (1895–1974), швейцарський художник [19]
4. Поль Луї Вотьє (1865–1930), купець, колекціонер мистецтва, нумізмат ⚭ 1897 Гледіс Маргеріт Мосс (1874–1963) 
  1. Бенджамін Герман Вотье (народився 20 р. серпень 1898 р. у Токіо) ⚭ 1925 Розіна Віва (1899–1983), італійська художниця [20]
  2. Макс Фердинанд Вотьє (* 4. липень 1900 р. у Дюссельдорфі) [21] ⚭ Жанет Жіро († 1989)
    1. Бен Вотьє (нар. 1935), швейцарсько-французький художник ХХ століття ⚭ 1959 Жаклін Робер; ⚭ 1964 Енні Барікалла

  3. Поль Вотьє (народився 22 р. Липень 1902 року в Токіо) ⚭ 1942 Фріда Марія Бір